# Milan Associazione Calcio 1984-1985
Questa voce raccoglie le informazioni riguardanti il Milan Associazione Calcio nelle competizioni ufficiali della stagione 1984-1985.

## Stagione

Uno scatto rimasto nella storia milanista: il neoacquisto Mark Hateley sovrasta l'interista ed ex capitano rossonero Collovati e decide il derby del 28 ottobre 1984.

Nell'estate 1984 il presidente Giuseppe Farina riporta dopo un lustro sulla panchina del Milan il tecnico Nils Liedholm, reduce dai trionfi ottenuti con la Roma: è la terza volta che lo svedese allena i rossoneri dopo essere stato alla guida del Milan dal 1963 al 1966, e ancora dal 1977 al 1979.. Farina, per quanto riguarda il calciomercato, acquista gli attaccanti Pietro Paolo Virdis e Mark Hateley. In più arrivano il regista del Manchester United Ray Wilkins, il libero Di Bartolomei dalla Roma e il portiere Terraneo. Partono i 3 acquisti dell'anno precedente: Blissett, Gerets e Spinosi.
In campionato il Milan parte con una serie di 7 risultati utili consecutivi (3 vittorie e 4 pareggi), tornando a vincere dopo sei anni anche il derby grazie alla rete di testa del neoacquisto inglese Hateley. Dopo la vittoria nel derby arriva la prima sconfitta stagionale ad opera del Torino; i rossoneri chiudono il girone d'andata al 6º posto a pari punti (17) con la Juventus. Anche all'inizio del girone di ritorno il Milan consegue 7 risultati utili consecutivi, interrotti nuovamente dalla sconfitta contro il Torino, e prosegue mantenendosi nelle zone alte della classifica.
Alla fine del campionato chiude al 5º posto in classifica a quota 36 punti (ancora a pari merito con la Juventus, ma davanti ai bianconeri per gli scontri diretti: 3-2 e 1-1). Il posizionamento finale vale la qualificazione alla Coppa UEFA 1985-1986. Nel corso della competizione, il 20 gennaio 1985 a Udine, fa il suo esordio in rossonero Paolo Maldini, figlio di Cesare, che negli anni a venire stabilirà il record di presenze con la maglia del Milan e in campionato.
In Coppa Italia il Milan supera il primo turno chiudendo il proprio girone al primo posto con 7 punti grazie alle vittorie con Parma e Carrarese e ai pareggi con Brescia, Como e Triestina. Negli ottavi di finale il Milan elimina il Napoli (2-1 a San Siro e 1-1 al San Paolo), nei quarti di finale la Juventus da poco campione d'Europa (0-0 a Milano e 0-1 a Torino) e in semifinale l'Inter (vittoria per 2-1 all'andata e pareggio per 1-1 al ritorno). Giunto a disputare la sua settima finale, il Milan affronta la Sampdoria che, battendo i rossoneri sia all'andata a Milano (1-0) sia al ritorno a Genova (2-1), si aggiudica il trofeo per la prima volta.
La formazione Primavera, allenata da Fabio Capello, vince la sua prima Coppa Italia Primavera battendo in finale ai tiri di rigore i pari età del Torino.

## Divise e sponsor

Il regista inglese Ray Wilkins, tra i nuovi rinforzi della stagione, qui con la seconda divisa milanista della stagione.

Lo sponsor tecnico per la stagione 1984-1985 è Rolly Go, mentre lo sponsor ufficiale è dapprima, nel corso dell'estate, Retequattro e successivamente, con l'inizio del campionato, Oscar Mondadori.
La divisa è una maglia a strisce verticali della stessa dimensione, rosse e nere, con pantaloncini bianchi e calzettoni neri con risvolto rosso. La divisa di riserva è una maglia bianca con una striscia orizzontale rossa e nera al centro e altre strisce rosse e nere più sottili al di sotto con pantaloncini bianchi e calzettoni bianchi con risvolto rosso.
| Casa | Trasferta | Portiere |

## Organigramma societario
Area direttiva
- Presidente: Giuseppe Farina
- Vice presidenti: Rosario Lo Verde, Gianni Nardi, Gianni Rivera
- Direttore sportivo: Silvano Ramaccioni
- Segretaria: Rina Barbara Ercoli

Area tecnica
- Allenatore: Nils Liedholm
- Allenatore in seconda: Luciano Tessari
- Preparatore atletico: Gaetano Colucci

Area sanitaria
- Medico sociale: Giovanni Battista Monti
- Massaggiatori: Paolo Mariconti, Ruggero Ribolzi

## Rosa

Da sinistra: Nils Liedholm, alla sua terza e ultima esperienza sulla panchina milanista, con il neoacquisto Agostino Di Bartolomei.

| N. |                   | Ruolo | Calciatore                        |
| -- | ----------------- | ----- | --------------------------------- |
|    | Italia (bandiera) | P     | Giulio Nuciari                    |
|    | Italia (bandiera) | P     | Ottorino Piotti                   |
|    | Italia (bandiera) | P     | Giuliano Terraneo                 |
|    | Italia (bandiera) | D     | Franco Baresi (capitano)          |
|    | Italia (bandiera) | D     | Fabio Casiraghi                   |
|    | Italia (bandiera) | D     | Catello Cimmino                   |
|    | Italia (bandiera) | D     | Stefano Ferrari                   |
|    | Italia (bandiera) | D     | Filippo Galli                     |
|    | Italia (bandiera) | D     | Paolo Maldini                     |
|    | Italia (bandiera) | D     | Luigi Russo                       |
|    | Italia (bandiera) | D     | Mauro Tassotti                    |
|    | Italia (bandiera) | C     | Sergio Battistini (vice capitano) |
|    | Italia (bandiera) | C     | Gabriello Carotti                 |

| N. |                        | Ruolo | Calciatore             |
| -- | ---------------------- | ----- | ---------------------- |
|    | Italia (bandiera)      | C     | Agostino Di Bartolomei |
|    | Italia (bandiera)      | C     | Alberico Evani         |
|    | Italia (bandiera)      | C     | Massimo Gadda          |
|    | Italia (bandiera)      | C     | Andrea Icardi          |
|    | Italia (bandiera)      | C     | Andrea Manzo           |
|    | Italia (bandiera)      | C     | Roberto Scarnecchia    |
|    | Italia (bandiera)      | C     | Vinicio Verza          |
|    | Inghilterra (bandiera) | C     | Ray Wilkins            |
|    | Italia (bandiera)      | A     | Salvatore Giunta       |
|    | Inghilterra (bandiera) | A     | Mark Hateley           |
|    | Italia (bandiera)      | A     | Giuseppe Incocciati    |
|    | Italia (bandiera)      | A     | Paolo Valori           |
|    | Italia (bandiera)      | A     | Pietro Paolo Virdis    |

## Calciomercato

### Sessione estiva
| Acquisti | Acquisti               | Acquisti       | Acquisti      |
| R.       | Nome                   | da             | Modalità      |
| -------- | ---------------------- | -------------- | ------------- |
| P        | Giuliano Terraneo      | Torino         | definitivo    |
| D        | Fabio Casiraghi        | Sant'Angelo    | fine prestito |
| C        | Agostino Di Bartolomei | Roma           | definitivo    |
| C        | Massimo Gadda          | Reggiana       | fine prestito |
| C        | Ray Wilkins            | Manchester Utd | definitivo    |
| A        | Alberto Cambiaghi      | Treviso        | fine prestito |
| A        | Mark Hateley           | Portsmouth     | definitivo    |
| A        | Pietro Paolo Virdis    | Udinese        | definitivo    |

| Cessioni | Cessioni          | Cessioni    | Cessioni   |
| R.       | Nome              | a           | Modalità   |
| -------- | ----------------- | ----------- | ---------- |
| D        | Eric Gerets       | MVV         | definitivo |
| D        | Luciano Spinosi   | Cesena      | definitivo |
| C        | Daniele Tacconi   | Monza       | definitivo |
| A        | Luther Blissett   | Watford     | definitivo |
| A        | Alberto Cambiaghi | Reggiana    | prestito   |
| A        | Oscar Damiani     | N.Y. Cosmos | definitivo |

### Sessione autunnale
| Acquisti | Acquisti            | Acquisti | Acquisti   |
| R.       | Nome                | da       | Modalità   |
| -------- | ------------------- | -------- | ---------- |
| C        | Roberto Scarnecchia | Pisa     | definitivo |

| Cessioni | Cessioni        | Cessioni  | Cessioni   |
| R.       | Nome            | a         | Modalità   |
| -------- | --------------- | --------- | ---------- |
| P        | Ottorino Piotti | Atalanta  | definitivo |
| D        | Fabio Casiraghi | Pistoiese | definitivo |
| C        | Massimo Gadda   | Reggiana  | prestito   |
| A        | Paolo Valori    | Casarano  | ?          |

## Risultati

### Serie A

#### Girone di andata
| Arbitro: | Bergamo (Livorno) |

|                        |           |                           |
| Virdis 19’ Hateley 61’ | Marcatori | 13’ Gerolin 73’ Carnevale |

| Firenze 23 settembre 1984 2ª giornata | Fiorentina    | 0 – 0 referto | Milan | Stadio Comunale (55 081 spett.)\| Arbitro: \| Ciulli (Roma) \| |
| Arbitro:                              | Ciulli (Roma) |               |       |                                                                |

| Arbitro: | Sguizzato (Verona) |

|                  |           |               |
| Hateley 51’, 58’ | Marcatori | 39’ Nicoletti |

| Arbitro: | Pieri (Genova) |

|              |           |            |
| Briaschi 32’ | Marcatori | 85’ Virdis |

| Arbitro: | D'Elia (Salerno) |

|                               |           |            |
| Di Bartolomei 59’ Hateley 64’ | Marcatori | 70’ Cerezo |

| Napoli 21 ottobre 1984 6ª giornata | Napoli                       | 0 – 0 referto | Milan | Stadio San Paolo (82 681 spett.)\| Arbitro: \| Agnolin (Bassano del Grappa) \| |
| Arbitro:                           | Agnolin (Bassano del Grappa) |               |       |                                                                                |

| Arbitro: | Bergamo (Livorno) |

|                               |           |               |
| Di Bartolomei 33’ Hateley 63’ | Marcatori | 10’ Altobelli |

| Arbitro: | Pieri (Genova) |

|                          |           |  |
| Schachner 80’ Júnior 88’ | Marcatori |  |

| Avellino 18 novembre 1984 9ª giornata | Avellino       | 0 – 0 referto | Milan | Stadio Partenio (51 979 spett.)\| Arbitro: \| Leni (Perugia) \| |
| Arbitro:                              | Leni (Perugia) |               |       |                                                                 |

| Arbitro: | Paparesta (Bari) |

|  |           |                    |
|  | Marcatori | 64’ (rig.) Francis |

| Verona 2 dicembre 1984 11ª giornata | Verona            | 0 – 0 referto | Milan | Stadio Marcantonio Bentegodi (41 765 spett.)\| Arbitro: \| Mattei (Macerata) \| |
| Arbitro:                            | Mattei (Macerata) |               |       |                                                                                 |

| Arbitro: | Redini (Pisa) |

|                           |           |                           |
| Battistini 16’ Virdis 32’ | Marcatori | 67’ Strömberg 87’ Gentile |

| Arbitro: | Baldi (Roma) |

|  |           |              |
|  | Marcatori | 88’ Tassotti |

| Arbitro: | Agnolin (Bassano del Grappa) |

|  |           |            |
|  | Marcatori | 21’ Virdis |

| Arbitro: | Pieri (Genova) |

|  |           |                        |
|  | Marcatori | 25’ Matteoli 40’ Bruno |

#### Girone di ritorno
| Arbitro: | Pezzella (Frattamaggiore) |

|              |           |             |
| Selvaggi 11’ | Marcatori | 63’ Hateley |

| Arbitro: | Longhi (Roma) |

|             |           |             |
| Hateley 66’ | Marcatori | 11’ Monelli |

| Arbitro: | Bergamo (Livorno) |

|  |           |                          |
|  | Marcatori | 90’ (rig.) Di Bartolomei |

| Arbitro: | Longhi (Roma) |

|                                         |           |                              |
| Virdis 3’, 39’ Di Bartolomei 46’ (rig.) | Marcatori | 12’ (rig.) Platini 30’ Rossi |

| Arbitro: | Ballerini (La Spezia) |

|  |           |            |
|  | Marcatori | 12’ Virdis |

| Arbitro: | Coppetelli (Tivoli) |

|                               |           |                    |
| Battistini 15’ Incocciati 68’ | Marcatori | 35’ (aut.) Wilkins |

| Arbitro: | Pieri (Genova) |

|                              |           |                      |
| Rummenigge 48’ Altobelli 81’ | Marcatori | 22’ Virdis 85’ Verza |

| Arbitro: | Lo Bello (Siracusa) |

|  |           |               |
|  | Marcatori | 61’ Schachner |

| Arbitro: | Leni (Perugia) |

|                               |           |  |
| Di Bartolomei 20’ (rig.), 78’ | Marcatori |  |

| Arbitro: | Esposito (Torre del Greco) |

|                            |           |                |
| Vierchowod 40’ Souness 72’ | Marcatori | 83’ Battistini |

| Milano 21 aprile 1985 26ª giornata | Milan         | 0 – 0 referto | Verona | Stadio Giuseppe Meazza (47 579 spett.)\| Arbitro: \| Longhi (Roma) \| |
| Arbitro:                           | Longhi (Roma) |               |        |                                                                       |

| Arbitro: | Pieri (Genova) |

|            |           |  |
| Magrin 83’ | Marcatori |  |

| Arbitro: | Pairetto (Nichelino) |

|                              |           |                     |
| Battistini 1’ Incocciati 37’ | Marcatori | 27’ (rig.) Nicolini |

| Arbitro: | Luci (Firenze) |

|                           |           |  |
| Virdis 16’ Battistini 40’ | Marcatori |  |

| Como 19 maggio 1985 30ª giornata | Como                 | 0 – 0 referto | Milan | Stadio Giuseppe Sinigaglia (22 063 spett.)\| Arbitro: \| Pairetto (Nichelino) \| |
| Arbitro:                         | Pairetto (Nichelino) |               |       |                                                                                  |

### Coppa Italia

#### Primo turno
| Arbitro: | Pairetto (Nichelino) |

|            |           |                                      |
| Aselli 10’ | Marcatori | 15’ (rig.) Di Bartolomei 43’ Hateley |

| Arbitro: | Pellicanò (Reggio Calabria) |

|                          |           |                  |
| Di Bartolomei 64’ (rig.) | Marcatori | 22’ (aut.) Galli |

| Arbitro: | Paparesta (Bari) |

|  |           |                             |
|  | Marcatori | 72’ (aut.) Rossi 84’ Virdis |

| Arbitro: | Baldi (Roma) |

|                |           |             |
| Battistini 53’ | Marcatori | 74’ Todesco |

| Trieste 9 settembre 1984 5ª giornata | Triestina        | 0 – 0 | Milan | Stadio Giuseppe Grezar (15 565 spett.)\| Arbitro: \| Lanese (Messina) \| |
| Arbitro:                             | Lanese (Messina) |       |       |                                                                          |

#### Fase finale
| Arbitro: | Mattei (Macerata) |

|                                         |           |           |
| Battistini 14’ Di Bartolomei 51’ (rig.) | Marcatori | 46’ Bagni |

| Arbitro: | Baldi (Roma) |

|                |           |                |
| Caffarelli 78’ | Marcatori | 40’ Battistini |

| Milano 12 giugno 1985 Quarti di finale - Andata | Milan          | 0 – 0 | Juventus | Stadio Giuseppe Meazza (43 548 spett.)\| Arbitro: \| Pieri (Genova) \| |
| Arbitro:                                        | Pieri (Genova) |       |          |                                                                        |

| Arbitro: | Lo Bello (Siracusa) |

|  |           |            |
|  | Marcatori | 27’ Virdis |

| Arbitro: | Mattei (Macerata) |

|                |           |                       |
| Rummenigge 25’ | Marcatori | 30’ Virdis 85’ Icardi |

| Arbitro: | D'Elia (Salerno) |

|                 |           |                  |
| Scarnecchia 77’ | Marcatori | 54’ (rig.) Brady |

| Arbitro: | Redini (Pisa) |

|  |           |             |
|  | Marcatori | 24’ Souness |

| Arbitro: | Agnolin (Bassano del Grappa) |

|                        |           |            |
| Mancini 41’ Vialli 61’ | Marcatori | 66’ Virdis |

## Statistiche

### Statistiche di squadra
| Competizione | Punti  | In casa | In casa | In casa | In casa | In casa | In casa | In trasferta | In trasferta | In trasferta | In trasferta | In trasferta | In trasferta | Totale | Totale | Totale | Totale | Totale | Totale | DR  |
| Competizione | Punti  | G       | V       | N       | P       | Gf      | Gs      | G            | V            | N            | P            | Gf           | Gs           | G      | V      | N      | P      | Gf     | Gs     | DR  |
| ------------ | ------ | ------- | ------- | ------- | ------- | ------- | ------- | ------------ | ------------ | ------------ | ------------ | ------------ | ------------ | ------ | ------ | ------ | ------ | ------ | ------ | --- |
| Serie A      | 36     | 15      | 8       | 4       | 3       | 22      | 16      | 15           | 4            | 8            | 3            | 9            | 9            | 30     | 12     | 12     | 6      | 31     | 25     | +6  |
| Coppa Italia | finale | 6       | 1       | 4       | 1       | 5       | 5       | 7            | 4            | 2            | 1            | 9            | 5            | 13     | 5      | 6      | 2      | 14     | 10     | +4  |
| Totale       | -      | 21      | 9       | 8       | 4       | 27      | 21      | 22           | 8            | 10           | 4            | 18           | 14           | 43     | 17     | 18     | 8      | 45     | 35     | +10 |

### Statistiche dei giocatori
| Giocatore        | Serie A  | Serie A | Serie A     | Serie A    | Coppa Italia | Coppa Italia | Coppa Italia | Coppa Italia | Totale   | Totale | Totale      | Totale     |
| Giocatore        | Presenze | Reti    | Ammonizioni | Espulsioni | Presenze     | Reti         | Ammonizioni  | Espulsioni   | Presenze | Reti   | Ammonizioni | Espulsioni |
| ---------------- | -------- | ------- | ----------- | ---------- | ------------ | ------------ | ------------ | ------------ | -------- | ------ | ----------- | ---------- |
| F. Baresi        | 26       | 0       | ?           | ?          | 10           | 0            | ?            | ?            | 36       | 0      | ?           | ?          |
| S. Battistini    | 29       | 5       | ?           | ?          | 11           | 3            | ?            | ?            | 40       | 8      | ?           | ?          |
| G. Carotti       | 0        | 0       | 0           | 0          | 5            | 0            | ?            | ?            | 5        | 0      | 0+          | 0+         |
| F. Casiraghi     | 0        | 0       | 0           | 0          | 1            | 0            | ?            | ?            | 1        | 0      | 0+          | 0+         |
| C. Cimmino       | 0        | 0       | 0           | 0          | 0            | 0            | 0            | 0            | 0        | 0      | 0           | 0          |
| A. Di Bartolomei | 29       | 6       | ?           | ?          | 12           | 3            | ?            | ?            | 41       | 9      | ?           | ?          |
| A. Evani         | 27       | 0       | ?           | ?          | 10           | 0            | ?            | ?            | 37       | 0      | ?           | ?          |
| S. Ferrari       | 0        | 0       | 0           | 0          | 0            | 0            | 0            | 0            | 0        | 0      | 0           | 0          |
| M. Gadda         | 0        | 0       | 0           | 0          | 0            | 0            | 0            | 0            | 0        | 0      | 0           | 0          |
| F. Galli         | 28       | 0       | ?           | 1          | 10           | 0            | ?            | ?            | 38       | 0      | ?           | 1+         |
| S. Giunta        | 1        | 0       | ?           | ?          | 0            | 0            | 0            | 0            | 1        | 0      | 0+          | 0+         |
| M. Hateley       | 21       | 7       | ?           | ?          | 7            | 1            | ?            | 1            | 28       | 8      | ?           | 1+         |
| A. Icardi        | 17       | 0       | ?           | ?          | 9            | 1            | ?            | ?            | 26       | 1      | ?           | ?          |
| G. Incocciati    | 13       | 2       | ?           | ?          | 8            | 0            | ?            | ?            | 21       | 2      | ?           | ?          |
| P. Maldini       | 1        | 0       | ?           | ?          | 0            | 0            | 0            | 0            | 1        | 0      | 0+          | 0+         |
| A. Manzo         | 7        | 0       | ?           | ?          | 3            | 0            | ?            | ?            | 10       | 0      | ?           | ?          |
| G. Nuciari       | 0        | -0      | 0           | 0          | 0            | -0           | 0            | 0            | 0        | -0     | 0           | 0          |
| O. Piotti        | 0        | -0      | 0           | 0          | 0            | -0           | 0            | 0            | 0        | -0     | 0           | 0          |
| L. Russo         | 6        | 0       | ?           | ?          | 5            | 0            | ?            | ?            | 11       | 0      | ?           | ?          |
| R. Scarnecchia   | 11       | 0       | ?           | ?          | 7            | 1            | ?            | ?            | 18       | 1      | ?           | ?          |
| M. Tassotti      | 24       | 1       | ?           | ?          | 10           | 0            | ?            | ?            | 34       | 1      | ?           | ?          |
| G. Terraneo      | 30       | -25     | ?           | ?          | 13           | -10          | ?            | ?            | 43       | -35    | ?           | ?          |
| P. Valori        | 0        | 0       | 0           | 0          | 0            | 0            | 0            | 0            | 0        | 0      | 0           | 0          |
| V. Verza         | 23       | 1       | ?           | ?          | 8            | 0            | ?            | ?            | 31       | 1      | ?           | ?          |
| P.P. Virdis      | 28       | 9       | ?           | ?          | 12           | 4            | ?            | ?            | 40       | 13     | ?           | ?          |
| R. Wilkins       | 28       | 0       | ?           | ?          | 12           | 0            | ?            | ?            | 40       | 0      | ?           | ?          |

## Giovanili

La rosa Primavera rossonera vincitrice in stagione della coppa di categoria; tra di loro Paolo Maldini e Alessandro Costacurta, futuri pilastri della prima squadra.

### Organigramma
- Primavera
  - Allenatore: Fabio Capello[21]

### Piazzamenti
- Primavera:
  - Campionato: ?
  - Coppa Italia: vincitore[21]
  - Torneo di Viareggio: quarti di finale
- Berretti:
  - Campionato: vincitore
- Allievi:
  - Torneo Città di Arco: vincitore